# Казаяк-Кутуш
Казаяк-Кутуш (баш. Ҡаҙаяҡ-Ҡотош) — деревня в Иглинском районе Республики Башкортостан Российской Федерации. Входит в состав Улу-Телякского сельсовета.

## География

### Географическое положение
Находится на правом берегу реки Сим, в месте впадения реки Симгазы.
Расстояние до:
- районного центра (Иглино): 82 км,
- центра сельсовета (Улу-Теляк): 12 км,
- ближайшей ж/д станции (Улу-Теляк): 12 км.

## Население
| 2002 | 2009 | 2010 |
| ---- | ---- | ---- |
| 54   | ↘39  | ↗41  |